# Ien Ang
Ien Ang (1954) is een Nederlands/Javaanse cultuurwetenschapper die bekend is vanwege haar onderzoek naar de receptie van de Amerikaanse soapserie Dallas door lezers van de Viva.
Ang werd geboren op Java, maar groeide op in Nederland. In 1985 publiceerde ze haar onderzoek Watching Dallas, dat binnen de Cultural Studies werd ontvangen als een geheel nieuwe manier van receptie-onderzoek. Vooral binnen de televisiewetenschappen is het inmiddels een standaardwerk geworden. In 1990 behaalde Ang haar doctoraat in de sociale wetenschappen aan de Universiteit van Amsterdam. 
Tegenwoordig is Ien Ang werkzaam aan de University of Western Sydney, alwaar zij de Centre for Cultural Research heeft opgericht. Haar werk in Australië leverde Ang in 2001 de Centenary Medal op 'verdiensten voor de Australische maatschappij en de geesteswetenschappen in cultureel onderzoek'.